# Bactrocera decipiens
Bactrocera decipiens
 es una especie de díptero que Drew describió por primera vez en 1972. Bactrocera decipiens pertenece al género Bactrocera de la familia Tephritidae.  